# Мар'янівська сільська рада (Новоархангельський район)
| Мар'янівська сільська рада — колишній орган місцевого самоврядування у Новоархангельському районі Кіровоградської області з адміністративним центром у с. Мар'янівка. Сільській раді підпорядковані населені пункти: - с. Мар'янівка - с. Диковичеве - с. Сабове - с. Червінка |

## Склад ради
Рада складалася з 12 депутатів та голови.

### Керівний склад ради
| ПІБ                            | Основні відомості                                                 | Дата обрання |
| ------------------------------ | ----------------------------------------------------------------- | ------------ |
| Іванченко Володимир Григорович | Сільський голова, 1960 року народження, освіта вища педагогічна   | 29.03.1998   |
| Косенко Володимир Григорович   | Сільський голова, 1970 року народження, освіта середня спеціальна | 15.11.2015   |

Примітка: таблиця складена за даними джерела

## Населення
Згідно з переписом УРСР 1989 року чисельність наявного населення села становила 474 особи, з яких 208 чоловіків та 266 жінок.
За переписом населення України 2001 року в селі мешкало 468 осіб.

### Мова
Розподіл населення за рідною мовою за даними перепису 2001 року:
| Мова       | Відсоток |
| ---------- | -------- |
| українська | 94,87 %  |
| російська  | 3,21 %   |
| молдовська | 1,71 %   |
| інші       | 0,21 %   |